# Jakub König
Jakub König (* 1978, Česká Lípa, Československo), je český bloger, autor komiksů, textař a písničkář v současnosti nahrávající pod pseudonymem Kittchen. Od roku 1994 je frontmanem skupiny Obří broskev, se kterou vydal tři alba. Od roku 2011 je i na sólové dráze, kdy vytvořil projekt Kittchen, tedy maskovaného zpívajícího kuchaře. V rámci tohoto projektu vydal již tři alba, která se setkala především s oceněním z řad kritiků.
V roce 2016 založil mnohočlennou kapelu Zvíře jménem Podzim, se kterou v roce 2017 vydal eponymní desku, kterou doprovází stejnojmenná kniha a výstava tisků.

## Biografie
Jakub König se narodil v roce 1978 v České Lípě. Studoval na katedře scenáristiky FAMU. Později zakončil obor text a scénář na Konzervatoři Jaroslava Ježka. Žije v Praze s manželkou a dcerou.

## Psaná tvorba
V roce 2003 založil svůj vlastní blog na stránkách canny.obribroskev.cz, kde pod přezdívkou canny (zkomolenina jména König) sděluje své zážitky a pocity. Blog se od roku 2017 nachází na adrese jakubkonig.cz. Svůj deník i v rámci projektu Kittchen psal na webu kittchen.cz (adresa v současné době již má jiného majitele a použití).
Na svém blogu začal v roce 2004 publikovat i své komiksové stripy. Jejich soubor byl v březnu 2011 vydán v knize s názvem Anjel. Dějově pojednává o padlém andělu, který přišel o svá křídla a na Zemi si odpykává svůj trest. Knihu vydalo nakladatelství Plus.
Od prosince 2011 do února 2012 probíhala na hradu Lipý výstava jeho vybraných stripů s tematikou Anjela.
V roce 2013 publikoval i e-knihu s názvem NAty. Jedná se o temnou povídku o milostném příběhu mladé dvojice.
V březnu 2017 vyšla v nakladatelství Plus kniha Když piješ... Na sudých stránkách najdeme krátké básně o alkoholu a alkoholovém opojení, na lichých stránkách je doprovází ilustrace, které při prolistování fungují jako flipbook. König je autorem básní i ilustrací.
Na podzim 2017 vydal bohatě ilustrovanou knihu Zvíře jménem Podzim, která rozvíjí příběh ze stejnojmenné desky. Knihu doprovází výstava velkoformátových ilustrací z knihy.
V roce 2021 vydal román Vřeteno.

## Hudební kariéra

### Obří broskev (kapela)
Od roku 1994 je členem skupiny Obří broskev, která vznikla na gymnáziu v České Lípě pod původním názvem Stringbreakers. O deset let později, roku 2004, vydali své debutové album Vybrané scény z dětského snu u labelu Good Day Records. Druhé album vydali v roce 2008 u Championship Records, to neslo název Potápěči. V roce 2010 vydali na slovenském labelu Azyl Records třetí desku s názvem Sever.

### Kittchen (sólový projekt, později kapela)

#### Menu (2011)
V roce 2011 založil sólový projekt Kittchen. Vytvořil postavu maskovaného hotelového kuchaře z Doks, který ve své kuchyni nahrává své skladby s nástroji, které v ní najde. Tyto experimenty v žánru industriál folk s melancholickými a postapokalyptickými tématy zveřejnil v květnu 2011 na svém sólovém debutu Menu. Toto nezávislé album publikoval na svém webu zdarma ke stažení. Později bylo u labelu Červený kůň vydáno na CD a o další rok později i v limitované edici na vinylu. Tato deska mu pomohla k nominaci na objev roku v hudebních cenách českých kritiků Vinyla.

#### Radio (2013)
V květnu 2013 se vrátil se svou druhou deskou v rámci projektu Kittchen s názvem Radio. S její tvorbou mu pomáhal producent Tomáš Neuwerth, který dříve zremasteroval i jeho první album. Při tvorbě tohoto alba se posunul k žánru laptop pop, avšak zůstal věrný svým postapokalyptickým a depresivním tématům. Deska znovu vzbudila zájem kritiků. Album Radio bylo nominováno na hudební cenu českých kritiků Apollo i na desku roku v rámci cen Vinyla. Kritici serveru Aktuálně.cz vyhlásily Radio deskou roku 2013. V březnu 2014 bylo oceněno žánrovou cenou Anděl v kategorii alternativní scéna.
V roce 2014 připravil zvukovou stopu pro divadelní představení Kakadu v Dejvickém divadle. V roce 2015 poté vytvořil pro Divadlo Komedie i hudbu k dokumentární hře Ženy/Zločiny/Doc.

#### Kontakt (2015)
Dne 25. června 2015 vydal třetí album s názvem Kontakt, původně bylo k dostání pouze na webu vydavatelství Červený kůň. Od 3. července bylo vydáno i jako CD (a příloha časopisu Full Moon). V září 2015 poté bylo vydáno i na vinylu, křest vinylové nahrávky proběhl dne 23. září 2015 v Divadle Komedie. Na tvorbě alba se znovu podílel i Tomáš Neuwerth. Deska Kontakt byla v prosinci 2015 nominována na cenu Vinyla za album roku. Nominace obdrželo i na cenu kritiků Apollo a žánrovou cenu Anděl v kategorii alternativní hudba.

#### Puls (2021)
Na prvního máje vyšlo čtvrté album s názvem Puls. K projektu Jakuba Königa se pro toto album vedle Tomáš Neuwertha přidal také Ondra „Aid Kid“ Mikula. Z projektu Kittchen se tím definitivně stala kapela. Vydání alba předcházely singly „Rohlíky“ a „Strachem“.

### Zvíře jménem Podzim (kapela)

#### Zvíře jménem Podzim (2017)
Kapela Zvíře jménem Podzim je mnohočetné uskupení hudebníků pod vedením Jakuba Königa. Kapela má kolem dvaceti členů. Kromě Jakuba Königa, který působí jako kapelník a autor textů a hudby jsou součástí kapely Tomáš Neuwerth (Kittchen, Nierika, Kafka band), Marie Kieslowski (Kieslowski), Veru Linhartová a Ondřej Mataj (27), Terezie Kovalová (Calm Season) a Aid Kid. V listopadu uskupení vydalo eponymní album u Indies Scope Records. Vydání bylo spojeno také s publikováním stejnojmenné knihy. Autorem textů i obrazové stránky knihy je Jakub König.

#### Září (2019)
Druhá deska kapely Zvíře jménem Podzim nese název Září. V souvislosti s touto deskou byla kapela oceněna hned dvěma cenami Anděl - v kategoriích Objev roku a Alternativa a elektronika.

### Audioknihy
Jakub je autorem hudby k mnoha audioknihám vydavatelství Tympanum např. Vyhoďme ho z kola ven, Američtí bohové, Dívka, která si říkala Tuesday, Anihilace...

### Divadelní hudba
Jakub König je také autorem hudby pro divadelní představení. Např. Kakadu v Dejvickém divadle, Zločiny.ženy.doc v Divadle Komedie nebo Les sebevrahů v Divadle Letí.

## Výtvarná činnost
König si ilustruje své knihy sám (Anjel, Když piješ..., Zvíře jménem Podzim). V roce 2017 spolu se zpěvačkou Vladivojnou la Chia vystavoval své ilustrace na putovní výstavě Vojna in the Kittchen. Některé koncerty kapely Zvíře jménem Podzim doprovází i výstava velkoformátových ilustrací. První velká samostatná autorská výstava Königových prací proběhla na podzim roku 2019 v GASKu v Kutné Hoře. Součástí výstavy byl i happening v podobě obrovského hořícího Zvířete jménem Podzim na nádvoří galerie.
Od roku 2020 se věnuje malování intenzivně.

## Osobní život
Jakub König je od roku 2017 ženatý se spisovatelkou a ilustrátorkou Marií König Dudziakovou, se kterou má dvě dcery.
Dříve byl ženatý se zpěvačkou Olgou Königovou. Jako textař se podílel na debutovém albu její skupiny Ille s názvem Ve tvý skříni.